# Три Копцы (Ровненская область)
Три Копцы (укр. Три Копці) — село в Александрийской сельской общине Ровненского района Ровненской области Украины.
Население по переписи 2001 года составляло 113 человек. Почтовый индекс — 35321. Телефонный код — 362. Код КОАТУУ — 5624680411.